# Kostel svatého Jana Nepomuckého (Brno)
Kostel svatého Jana Nepomuckého je římskokatolický farní kostel postavený v brněnské čtvrti Starý Lískovec v letech 1925–1926.
Chrám v jednoduchém moderním stylu se štíhlou hranolovou věží navrhl architekt Vladimír Fischer, stavitelem se stal Leopold Čupr. Přípravné práce byly zahájeny v dubnu 1923, se stavbou se začalo o dva roky později a k vysvěcení kostela brněnským biskupem Kupkou došlo 3. října 1926. Samostatná farnost zahrnující Starý Lískovec a Bohunice byla zřízena 1. ledna 1930.